# Уніпіга
У́ніпіга (ест. Unipiha küla) — село в Естонії, у волості Нио повіту Тартумаа.

## Населення
Чисельність населення на 31 грудня 2011 року становила 72 особи.

## Географія
Через населений пункт проходить автошлях 22180 (Нио — Камб'я).